# What?
What? (Italiaans: Che?) is een filmkomedie uit 1972 onder regie van Roman Polański.

## Verhaal
Nancy is een knappe Amerikaanse toeriste in Italië. Ze slaat op de vlucht voor enkele Italianen, die haar willen verkrachten. Zo belandt ze in de villa van Joseph Noblat, een terminale rijkaard die omringd wordt door lieden die hem zijn erfenis willen ontfutselen.

## Rolverdeling
| Acteur                | Personage         |
| --------------------- | ----------------- |
| Marcello Mastroianni  | Alex              |
| Sydne Rome            | Nancy             |
| Hugh Griffith         | Joseph Noblart    |
| Romolo Valli          | Giovanni          |
| Guido Alberti         | Priester          |
| Henning Schlüter      | Catone            |
| Gianfranco Piacentini | Tony              |
| Christiane Barry      | Garderobejuffrouw |
| Dieter Hallervorden   | Duitser           |
| Elisabeth Witte       | Verpleegster      |
| Mogens von Gadow      | Duitser           |
| Carlo Delle Piane     | Pummel            |
| Luigi Bonos           | Schilder          |
| Livio Galassi         |                   |
| Carla Mancini         |                   |